# Ordas
Ordas ist eine ungarische Gemeinde im Kreis Kalocsa im Komitat Bács-Kiskun.

## Geografische Lage
Ordas liegt ungefähr 13 Kilometer nördlich der Kreisstadt Kalocsa, am linken Ufer der Donau. Nachbargemeinden sind Dunapataj und Géderlak.

## Geschichte
Ordas wurde 1239 erstmals urkundlich erwähnt.

## Sehenswürdigkeiten
- Heimatmuseum (Tájház)
- Reformierte Kirche, erbaut 1786
- Rákóczi-Denkmal
- Römisch-katholische Kapelle Jézus Szíve

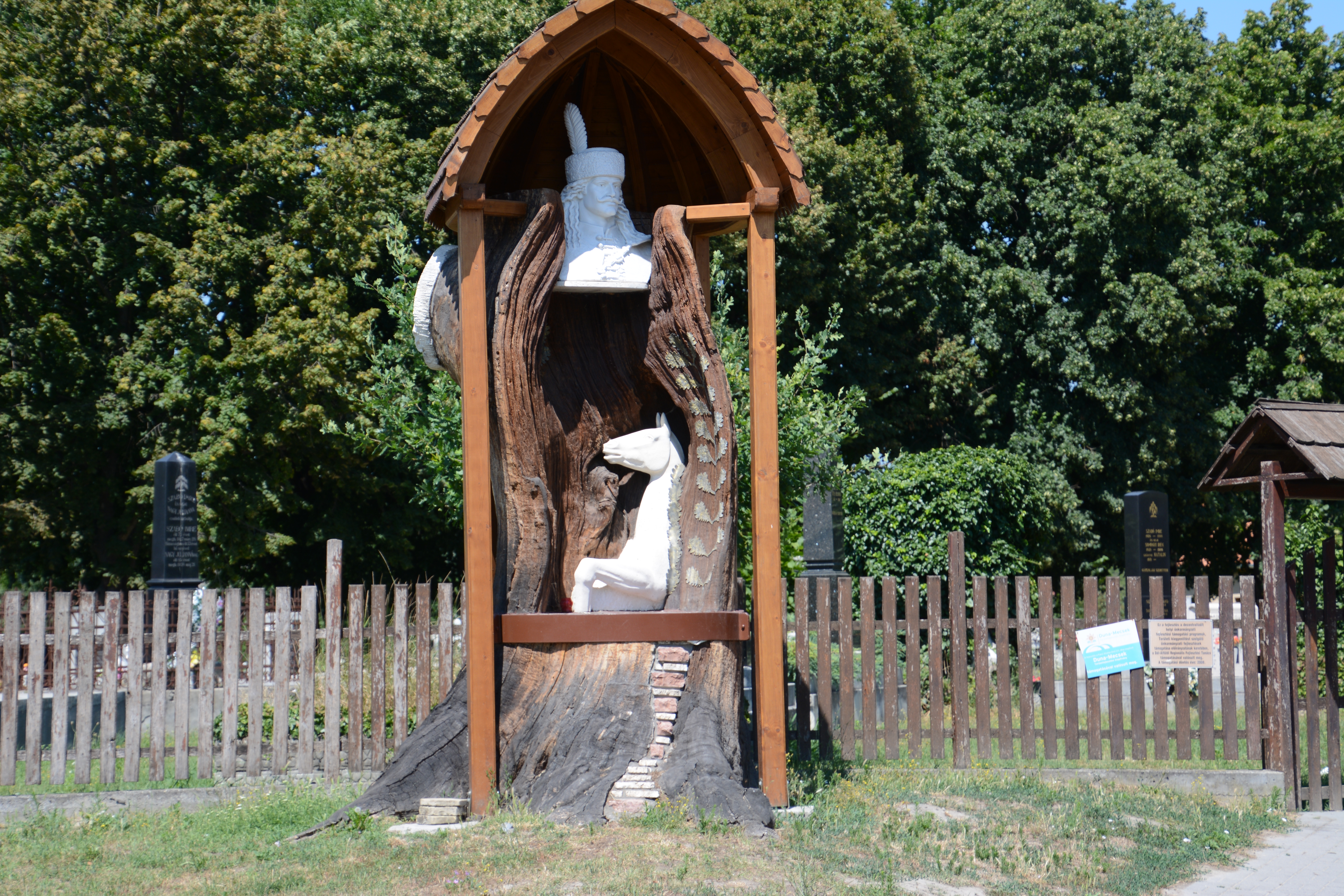
Rákóczi-Denkmal

- Friedhof

## Verkehr
Durch Ordas verläuft die Landstraße Nr. 5106. Der nächstgelegene Bahnhof befindet sich nordöstlich in Fülöpszállás. An der Donau befindet sich eine Schiffsanlegestelle.